# Бєляєва Єлизавета Іванівна
Єлизавета Іванівна Бєляєва (рос. Елизавета Ивановна Беляева; 1894—1983) — російська палеонтологиня і геологиня, одна з авторів Великої радянської енциклопедії (2-е видання), нагороджена за наукову роботу орденом Леніна. Відома як колега О. О. Борисяка та одна з організаторів Палеонтологічного інституту АН СРСР (1930).

## Біографія
Народилася 24 жовтня 1894 року в місті Маріямполе, Російська імперія (нині Литва).
1917 року закінчила Природно-географічне відділення фізико-математичного факультету Жіночого Педагогічного інституту в Петрограді.
У 1917—1919 роках — викладачка природознавства в 1-й професійній жіночій школі в Петрограді.
У 1919—1925 роках працювала в музеї Гірського інституту в Петрограді.
З 1921 року працювала науковим співробітником у Геологічному музеї Академії наук, який у 1930 році був реорганізований у Палеозоологічний інститут АН СРСР, а потім у Палеонтологічний інститут АН СРСР. Завідувала відділом (1931—1932).
У 1935 році їй присвоєно ступінь кандидата наук з палеонтології без захисту. Займалася палеозоологією хребетних тварин, вивчала історію фаун ссавців, четвертинну геологію та стратиграфію.
Брала участь в експедиціях до Казахстану, Сибіру, Монголії та Китаю.
1979 року пішла на пенсію. Померла 21 березня 1983.

## Нагороди і премії
- 1945 — Орден «Знак Пошани»
- 1946 — Медаль «За доблесну працю у Великій Вітчизняній війні 1941—1945 рр.»
- 1949 — Медаль «У пам'ять 800-річчя Москви»
- 1953 — Орден Леніна

## Членство в організаціях
- Російське палеонтологічне товариство (Всесоюзне палеонтологічне товариство), почесний член (з 1972)
- Московське товариство дослідників природи, з 1939
- Комісія з вивчення четвертинного періоду, постійна комісія з палеогену
- Міжвідомчий стратиграфічний комітет (МСК)
- Товариство палеонтології хребетних США.

## Основні публікації
- «Материалы к характеристике верхнетретичной фауны млекопитающих Северо-Западной Монголии» (1937, М.-Л.: Изд-во АН СССР, Труды Монгольской комиссии, № 33, Вып.3).
- «Каталог местонахождений третичных наземных млекопитающих на территории СССР» (1948, Труды ПИН, Т.15, Вып.3).
- «Млекопитающие эоплейстоцена Западного Забайкалья» (в соавт., 1966, М.: Изд-во АН СССР, Труды ГИН, Вып.152).
- «Плейстоцен Тирасполя» (в соавт., 1971, Кишинев: Штиинца).